# نجاة قصاب حسن
نجاة قصاب حسن، (1920ـ 1997م) أسمه الكامل نجاة بن سعد الدين قصاب حسن. ولد في دمشق، وتوفي فيها. عاش في سورية، وزار بعض البلاد العربية والغربية. وهو من الوجوه اللامعة التي كان لها دور فاعل في المجال الثقافي في فترة تفاعلات مهمة وتأسيسية في سورية. اشتهر في مجالات عديدة بسبب تعدد مواهبه واهتماماته؛ فقد كان حقوقياً وإعلامياً ومدرّساً وموسيقياً وشاعراً ورساماً وكاتباً مسرحياً ومترجماً، إضافة إلى مشاركته الفعلية في النشاط السياسي في الأربعينبات. وهو يقول عن نفسه: «أنا لا أريد أن أكون شيئاً واحداً، لأنني أريد أن أحيا. فقصتي مع الحياة هي أصلاً قصة الشوق الذي لا يهدأ إلى كل شيء». كتب ذلك في كتابه الرائع (جيل الشجاعة) رداً على الذين تمنوا عليه لو ركز على جانب واحد في حياته كي ينجز أعمالاً أكبر وأكثر.

## أذاعة وتلفزيون
أشتهر نجاة قصاب حسن - بصفته القانونية - بين الجمهور الواسع ببرنامجه الإذاعي اليومي «المواطن والقانون» الذي استمر في تقديمه بدءاً من عام 1952 مدة خمسة وعشرين عاماً، وكان يجيب فيه على أسئلة المواطنين حول المشكلات القانونية والاجتماعية. كذلك قدّم في التلفزيون السوري برنامجاً أسبوعياً بعنوان «محطات تلفزيونية» عالج فيه علاقة القانون بالحياة، وبرنامج «ومضات» تناول فيه قواعد السلوك المدني للمواطن، ومن أهم برامجه الإذاعية أيضاً البرنامج الأسبوعي «رحلة في الذاكرة» الذي حاور فيه ما بين عامي 1993 و1995 صفوة الأدباء والمفكرين في سورية.

## شعر
بالنسبة للشعرفهو شاعرغنائي، يلتزم الوزن والقافية، مع اهتمام بالمعارضات والتقليد، يميل إلى التشطير والتخميس، مع التأثر ببعض شعراء العرب القدامى أمثال ابن الرومي والحطيئة، وتقليد شعراء عصره أمثال: عمر أبوريشة، وبدوي الجبل، ومحمد مهدي الجواهري. في شعره نزعة وطنية، واهتمام بالعمل الوطني والقومي، وبصورة خاصة القضية الفلسطينية. له قصائد قالها على لسان بعض الشعراء الآخرين، تقمص فيها شعراء قدامى ومحدثين، كما يسجل في بدايات قصائده، فله إسهام في القصيدة القناع. له قصائد في الغزل والإخوانيات والمناسبات والوصف، وله أناشيد مدرسية. له قصائد في كتابه: «جيل الشجاعة»، وله قصائد في كتابه: «الحبة والسنبلة»، وله قصائد في كتابه: «صانعو الجلاء في سورية».

## مؤلفات
| العنوان                            | اللغة   | الناشر                               | سنة النشر | الرقم الدولي             | المصدر |
| ---------------------------------- | ------- | ------------------------------------ | --------- | ------------------------ | ------ |
| قصص الناس                          | العربية | دار طلاس                             | 1991      | (ردمك 26797567941545668) | [ 7 ]  |
| الفدائية أمام محكمة زوريخ          | العربية | غير معروف                            | 1969      | (ردمك 26797567941648423) | [ 8 ]  |
| مغامرات عصفور                      | العربية | دار ربيع                             | 2004      | (ردمك 26797567941545668) | [ 9 ]  |
| حديث دمشقي 1884 - 1983             | العربية | دار طلاس                             | 1988      | (ردمك 26797567941648422) | [ 10 ] |
| قصص الناس                          | العربية | دار طلاس                             | 1989      | (ردمك 26797567941724685) | [ 11 ] |
| صانعو الجلاء في سورية              | العربية | شركة المطبوعات للتوزيع والنشر- بيروت | 1999      | (ردمك 26797567941724685) | [ 12 ] |
| الغائبة_ مع الأسير                 | العربية | غير معروف                            | 1971      | (ردمك 26797567941648423) | [ 13 ] |
| جيل الشجاعة                        | العربية | الأهالي للطباعة والنشر               | غير معروف | (ردمك 26797567941724685) | [ 14 ] |
| الحبة والسنابل                     | العربية | غير معروف                            | غير معروف | (ردمك 26797567941724682) | [ 15 ] |
| دراسة المخطط التنظيمي              | العربية | غير معروف                            | غير معروف | (ردمك 26797567941724682) | [ 16 ] |
| فهرست الاحكام القضائية والاجتهادات | العربية | غير معروف                            | غير معروف | (ردمك 26797567941724682) | [ 17 ] |
| قانون الاحوال الشخصية              | العربية | غير معروف                            | غير معروف | (ردمك 26797567941724682) | [ 18 ] |
| مغامرات عصفور دوري 1/6             | العربية | دار ربيع                             | غير معروف | (ردمك 26797567941724685) | [ 19 ] |
| نظام عقود هيئات القطاع الاداري     | العربية | غير معروف                            | غير معروف | (ردمك 26797567941724682) | [ 20 ] |